# ハッサン・シェイク・モハムド
ハッサン・シェイク・モハマド（ソマリ語: Xasan Sheekh Maxamuud, アラビア語: الشيخ حسن محمود, ラテン文字転写: Hassan Sheikh Mohamud, 1955年11月29日 - ）は、ソマリアの政治家。現在、2回目の同国大統領。前職はソマリアの大学教授・学部長。既婚であり、子供もいる。ソマリ語の他、英語も話せる。

## 経歴

### ソマリア内戦まで
1955年、ソマリアヒラーン州の小さな農村ジャラクシに生まれた。出身氏族はハウィエのアブガール支族。基礎教育とイスラーム教の素養を出身地で得ている。
1978年、ソマリアの首都モガディシュに移り、ソマリ国立大学で工学を学び、1981年に卒業した。同年、ソマリ国立大学の教授職を得ている。1986年にインドのボーパールにあるボーパール大学（現バルカトゥラー大学）に移り、1988年に工学で修士号を取得した。

### ソマリア内戦後
モハムドは1990年代にソマリア内戦が始まってからもソマリアに留まり、NGO、国際連合組織、平和や開発のプロジェクトなどのコンサルタントとして活動している。1993年から1995年には、ソマリア中部・南部でユニセフの教育担当を務めている。1999年には首都モガディシュのソマリ経営管理開発学校 (SIMAD) の設立にも関わっており、2010年に学部長となっている。
ムスリム同胞団のソマリア支部であるアル・イスラーともつながりを持つ。アル・イスラーと共同で、小中学校や大学、研究医療施設の建設などの慈善事業や、奨学金の提供などに従事している
。
大統領になる数年前からソマリアの政界に入り、平和開発党  (PDP) を設立した。PDPは2011年4月、モハムドを任期3年の議長に、満場一致で選出している。2012年8月、ソマリア暫定議会の議員 (MP) に選ばれている。

## ソマリア大統領

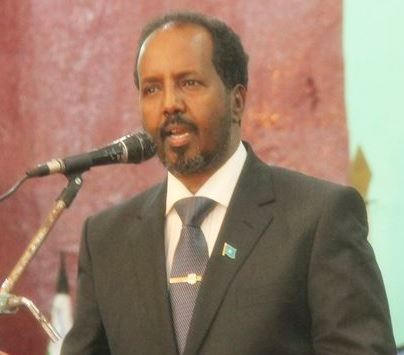
2012年9月、大統領就任式でのモハムド

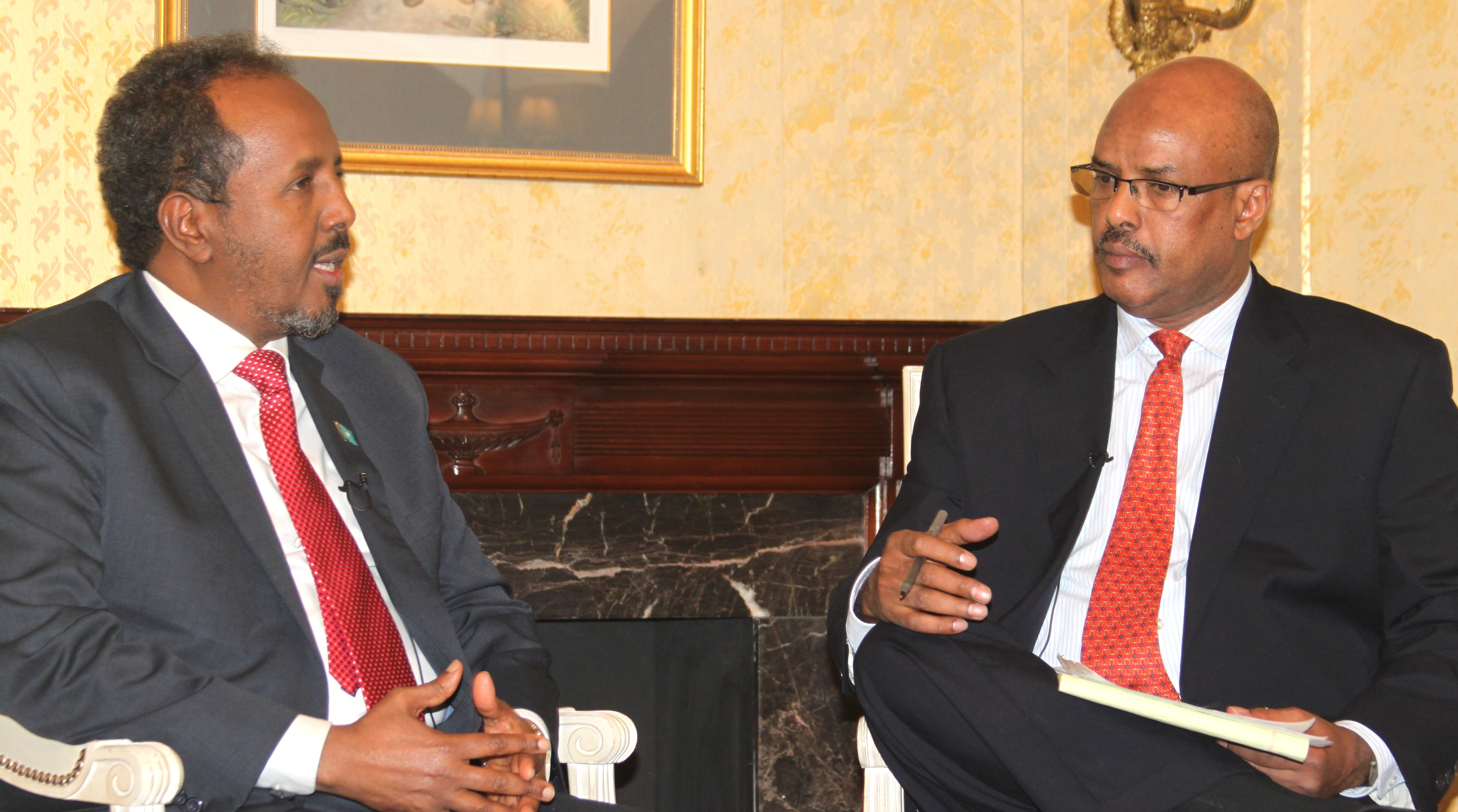
ボイス・オブ・アメリカの記者から取材を受けるモハムド

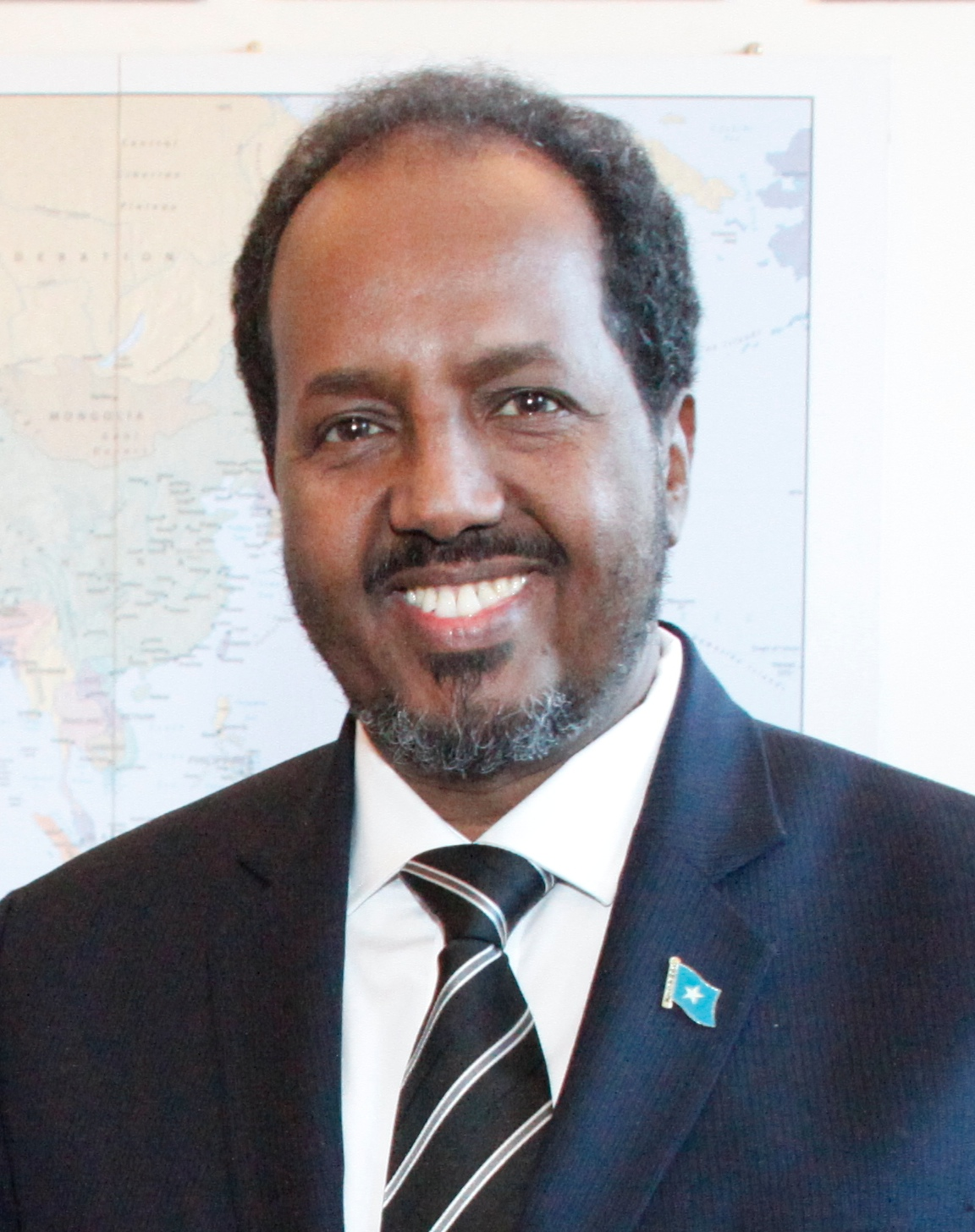
ハッサン・シェイク・モハムド（2013年2月4日）

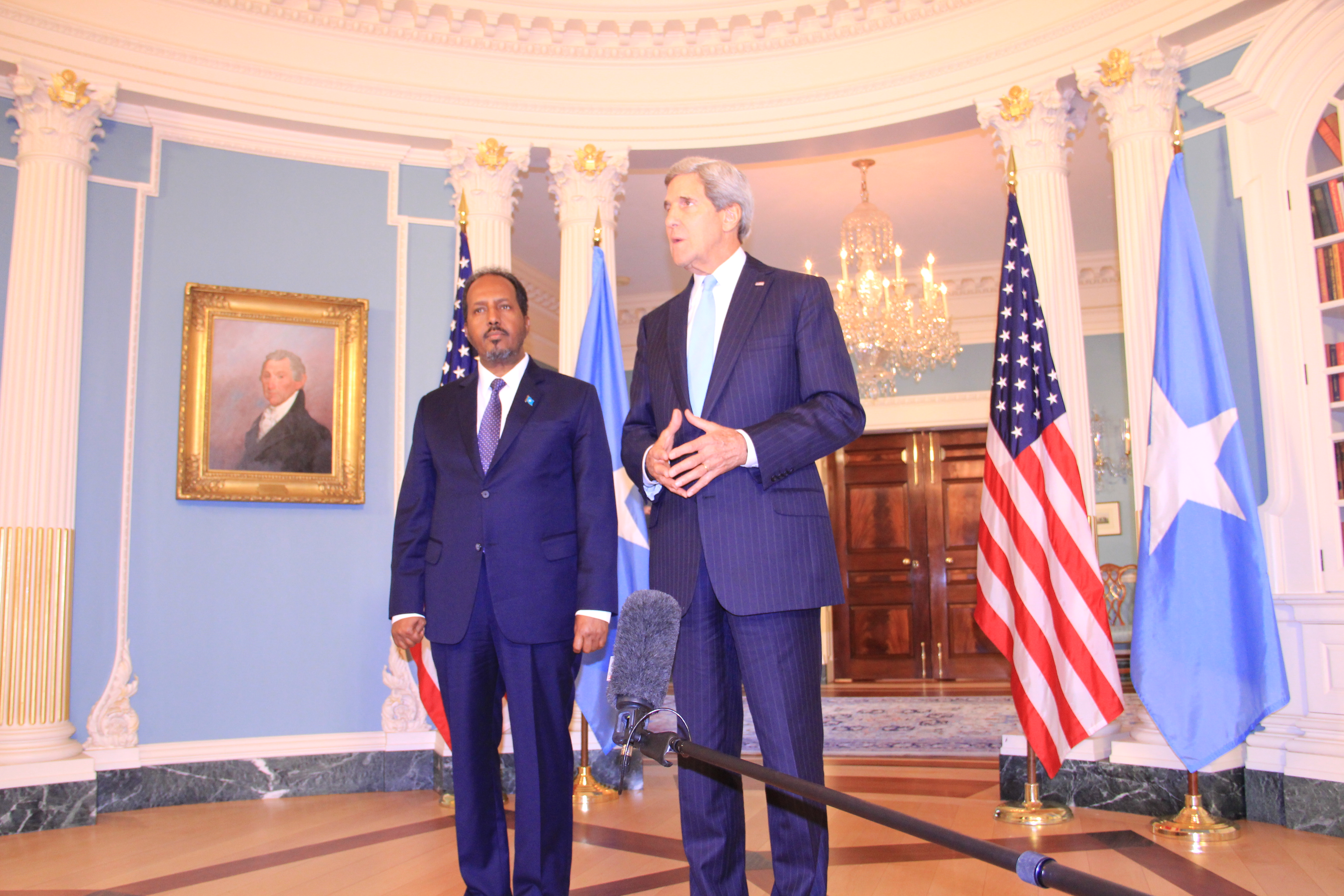
ジョン・ケリー米国務長官とモハムド

2012年9月10日、ソマリア議会は大統領選挙において、モハムドを大統領に選出した。ソマリアで、国際的に認められた大統領が誕生したのは、21年ぶりのことである。
大統領選挙の1次投票では前暫定大統領のシェイク・シャリフ・シェイク・アフマドが64票で1位、モハムドは60票で2位、暫定首相のアブディウェリ・モハメド・アリが32票で3位だった。2次投票ではモハムド190票、アフマド79票となり、モハムドが過半数票を得て勝利した。
モハムドは就任演説で、ソマリアの民衆、暫定議会、他の候補者に感謝の意を述べている。また、ソマリア内戦終結後のソマリア再建を行い、国際社会との連携を深めるとの声明も出している。一方、前大統領のアフメドは、モハムドの勝利に祝辞を述べ、協力を表明した。首相のアリは、この選挙がソマリア新時代の幕開けであると宣言した。また、プントランド（ソマリア内の事実上の独立地域で最大勢力の一つ）の大統領アブドゥルラフマン・モハムード・ファロレは、モハムド、ソマリア国民、その他ソマリア暫定政権終了のロードマップに携わった全ての人に対し、感謝の意を述べている。
モハムドの大統領就任は、国際社会にも認められている。国際連合のソマリア担当特使オーガスティン・マヒガは、この選挙はソマリアの平和と繁栄に向けての大きな前進であることを世界に示した、と述べた。また、アフリカ連合のソマリア部会も、選挙の実施を歓迎し、新大統領を支持する旨を表明した。イギリスの首相デーヴィッド・キャメロンやEUの外務長官キャサリン・アシュトンも、選挙の実施は重要な業績であるとの祝辞を述べている。アメリカ合衆国連邦政府もモハムドの大統領選出を祝うプレスリリースを発表し、この選挙がソマリアの人々にとって重要な一歩であり、ソマリア政府に協力する旨を述べた。アラブ首長国連邦の大統領ハリーファ・ビン・ザーイド・アール・ナヒヤーンも祝辞を送っている。日本の外務省も、モハムドの大統領選出に歓迎の意を述べている。
なお、ソマリア中南部で活動する最大のイスラーム武装勢力アル・シャバブは、新大統領選出を快く思っておらず、大統領選の2日後に、モハムドが宿泊するホテルに自爆テロを仕掛け、モハムドは無事だったものの犯人を含む2名が死亡している。
2014年3月に来日。
2017年2月8日に行われた大統領選挙に立候補したが、落選した（モハメド・アブドゥライ・モハメドが当選）。
2022年5月15日に連邦議会で執行された大統領選挙に立候補し、第1回目投票で52票、第2回目投票にて110票、決選投票では214票を獲得し、110票にとどまった現職のモハメド・アブドゥライ・モハメドを下し当選した。同年5月23日に正式に大統領就任。
6月15日、新首相に元ジュバランド選挙管理委員長のハムザ・アブディ・バーレを指名した。
2025年2月1日、アメリカはソマリア国内のISIL拠点を空爆。これは第2次トランプ政権誕生を受けたもので、ハッサン・シェイク・モハムドは、これを歓迎する意向を表明した。